# Guy X de Laval
Pour les articles homonymes, voir Guy de Laval.
Guy X de Laval, né vers 1300, mort le 18 juin 1347 à la bataille de La Roche-Derrien, seigneur de Laval et d'Acquigny, baron de Vitré, comte de Caserte dans la Terre de Labour et vicomte de Rennes.

## Famille
Il est le fils de Guy IX de Laval et de Béatrix de Gavre.
Le 2 mars 1315, il épouse Béatrix de Bretagne, dame de Hédé et fille du duc Arthur II de Bretagne, et eut :
- Guy XI († 1348), sire de Laval,
- Jean de Laval, devenu Guy XII († 1412), sire de Laval, de Vitré, et de Gavre[3].
- Catherine de Laval, dame de Villemomble, mariée en 1361 au connétable Olivier V de Clisson († 1407), comte de Porhoët

## Histoire

### Guerre de Flandre
Pour l'Art de vérifier les dates, il accompagna en 1328, le roi Philippe de Valois dans ses guerres de Flandre où il soutint la gloire de ses ancêtres, à la tête d'une compagnie d'hommes d'armes. Il participe à la Bataille de Cassel en 1328.

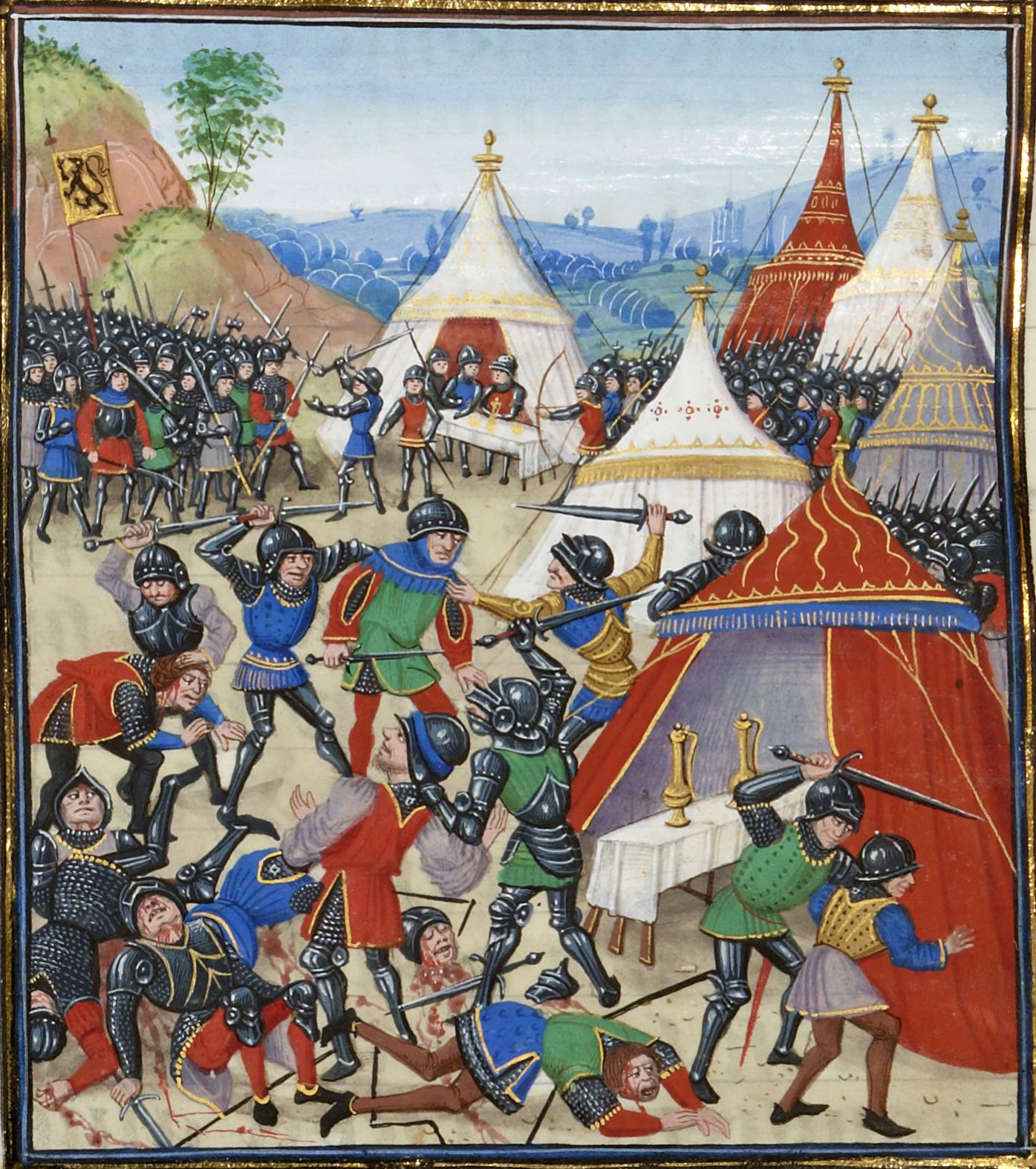
Les insurgés surprennent l'infanterie française à son campement, mais Philippe VI regroupe la chevalerie. Chroniques de Jean Froissart, Paris, Bibliothèque nationale de France.

L'avènement de Guy X en 1333, selon Couanier de Launay aurait été célébré avec une pompe inaccoutumée, et serait à l'origine d'un sinistre : l'incendie à la suite d'un feu grégeois de la flèche de l'église de la Trinité de Laval.
La guerre recommence en Flandre en 1340  par le Siège de Tournai, effectués par les Anglais, appelés par les Flamands, Jean, duc de Normandie, est envoyé au secours de la place, accompagné de Jean III de Bretagne, duc de Bretagne et Guy X de Laval, son beau-frère. Après la Trêve d'Esplechin-sur-Escaut conclue entre la France et l'Angleterre le 25 septembre 1340 et qui inclut la Bretagne, le duc Jean III accompagne le roi Philippe de Valois et passe l'hiver avec lui jusqu'à Pâques 1341. Il prend alors le chemin de son duché et meurt à Caen en 1341. Le duc Jean III est inhumé par les soins de Guy X de Laval aux Carmes de Ploërmel près de son père et de son grand-père. Son tombeau se trouve depuis 1821 à l'église Saint-Armel de Ploërmel.

### Guerre de Succession de Bretagne

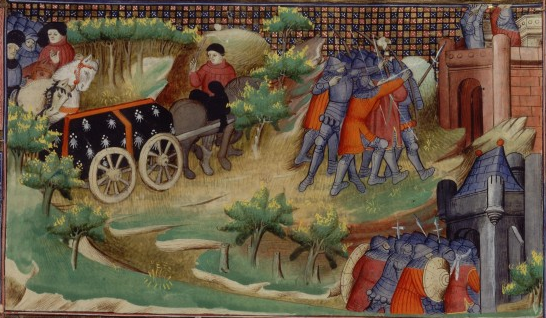
Transport du tombeau de Jean III le Bon et Guerre de succession qui s'ensuit, Grandes Chroniques de France de Jean Froissart

Au retour de la guerre de Flandre, Guy entre dans celle qui s'éleva, en 1341, entre Charles de Blois et Jean de Montfort, pour la succession au duché de Bretagne. Quoique beau-frère du second, il embrasse le parti du premier, époux de Jeanne de Penthièvre sa nièce. Il prend son parti comme baron de Vitré comme promis par serment à Jean III de Bretagne, et comme baron de Laval, car Jean de Montfort était soutenu par les Anglais, quand Charles de Blois était soutenu par le roi de France, dont il est le neveu.
Il contribue par sa valeur et son habileté à plusieurs victoires que Charles remporta sur son rival. Principal commandant lors de la bataille de la Roche-Derrien, le 18 juin 1347, il est tué après avoir vu deux fois la victoire échapper de ses mains.
Son corps est fait apporté à Vitré par sa veuve Béatrix de Bretagne. Il est inhumé dans l'église collégiale de la Madeleine, où l'on voyait son tombeau élevé dans le chœur avec celte inscription: Cy gist noble et puissant seigneur Guy, sire de Laval et de Vitré, qui trépassa à la bataille de la Roche-Derrien le 18 juin 1347. Priez Dieu pour luy.

### Le ressentiment d'Anne de Bretagne
Plusieurs chroniques indiquent un trait du ressentiment de la duchesse Anne de Bretagne, reine de France, contre la mémoire de ce seigneur, trait rapporté par Bertrand d'Argentré et certifié au XVIIIe siècle par les chanoines de Vitré